# Diccionario biográfico ruso

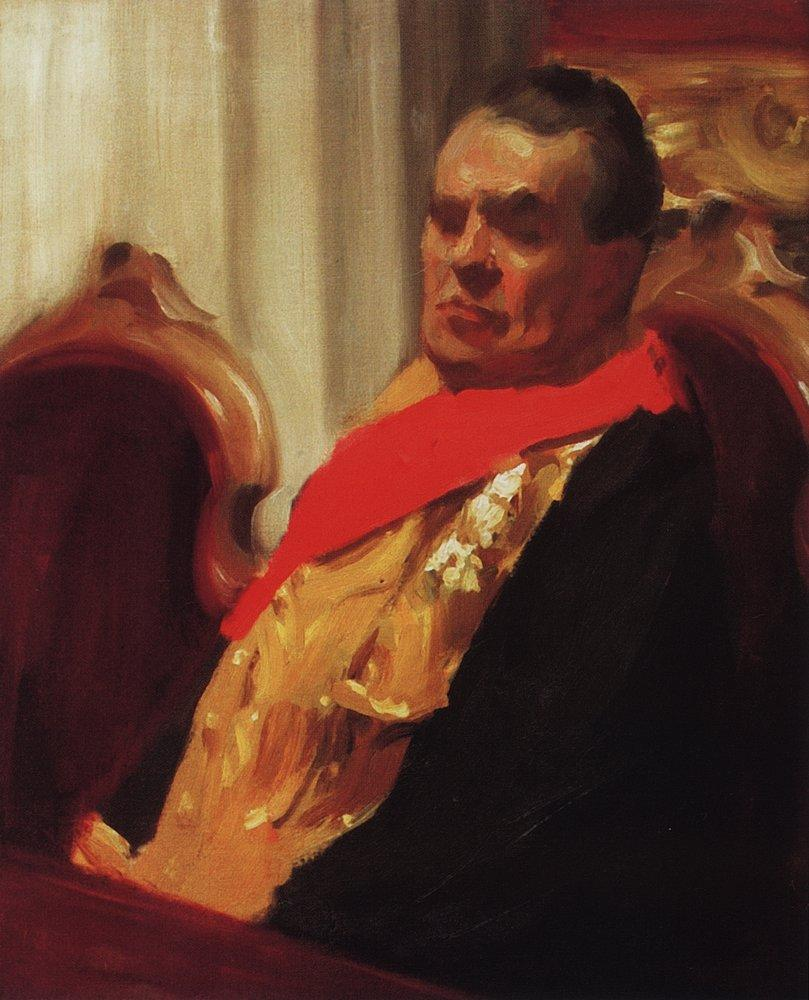
Retrato de Aleksandr Pólovtsov por Borís Kustódiev.

El Diccionario Biográfico Ruso (ruso:Русский биографический словарь) es un diccionario biográfico escrito en lengua rusa editado por la Sociedad Histórica Imperial Rusa, que tenía a Aleksandr Pólovtsov como redactor jefe. El diccionario fue publicado en 25 volúmenes desde 1898 a 1918 y es considerado como una de las fuentes biográficas rusas de finales del siglo XIX y principios del XX más completas.

## Editores
- Aleksandr Pólovtsov (Половцов, Александр Александрович)
- Nikolái Chulkov (Чулков, Николай Петрович)
- Nikolái Chechulin (Чечулин, Николай Дмитриевич)
- Vladímir Musselius (Мусселиус, Владимир Васильевич)
- Mijaíl Kurdiúmov (Курдюмов, Михаил Григорьевич)
- Fiódor Vitberg (Витберг, Федор Александрович)
- Iván Kubásov (Кубасов, Иван Андреевич)
- Serguéi Adriánov (Адрианов, Сергей Александрович)
- Borís Modzalevski (Модзалевский, Борис Львович)
- Evgueni Shumigorski (Шумигорский, Евгений Севастьянович)

Los tomos supervisados por Pólovtsov (hasta su muerte en el año 1909) fueron el 1, 2, 3, 6, 7, 8, 9, 12, 14, 15, 18, 19, 21 y 22.
Los tomos 4 y 5 fueron redactados por Chuikov, el tomo 7 por Shumigorski y Kurdiúmov, el tomo 10 por Chechulin y Kurdiúmov, y el tomo 17 por Modzalevski.

## Tomos
- Tomo I.- De Aaron (Аарон) hasta el Emperador Alejandro II (Александр II). Publicado en San Petersburgo en 1896. 892 páginas.
- Tomo II.- De Aleksinski (Алексинский) a Bestúzhev-Riumin (Бестужев-Рюмин). Publicado en San Petersburgo en 1900, 699 páginas.
- Tomo III.- De Betancourt (Бетанкур) a Biakster (Бякстер). Publicado en San Petersburgo en 1908, 699 páginas.
- Tomo IV.- De Gaag (Гааг) a Gerbel (Гербель). Publicado en Moscú en 1914, 494 páginas.
- Tomo V.- De Gerberski (Герберский) a Hohenloe (Гогенлоэ). Publicado en San Petersburgo en 1916, 442 páginas.
- Tomo VI.- De Dabélov (Дабелов) a Diadkovski (Дядьковский). Publicado en San Petersburgo en 1905, 748 páginas.
- Tomo VII.- De Zhabokritski (Жабокритский) a Zialovski (Зяловский). Publicado en San Petersburgo en 1987, 588 páginas.
- Tomo VIII.- De Ibak (Ибак) a Kliucharev (Ключарев). Publicado en San Petersburgo en 1897, 756 páginas.
- Tomo IX.- De Knappe (Кнаппе) a Küchelbecker (Кюхельбекер). Publicado en San Petersburgo en 1903, 708 páginas.
- Tomo X.- De Labzina (Лабзина) a Liashenko (Ляшенко). Publicado en San Petersburgo en 1914, 846 páginas.
- Tomo XI.- De Naake (Нааке) a Nakenski (Накенский). Publicado en San Petersburgo en 1914, 388 páginas.
- Tomo XII.- De Obezyáninov (Обезьянинов) a Ochkin (Очкин). Publicado en San Petersburgo en 1902, 711 páginas.
- Tomo XVIII.- De Pável (Павел) a Petrushka (Петрушка). Publicado en San Petersburgo.
- Tomo XIV.- De Plavílschikov (Плавильщиков) a Primo (Примо). Publicado en San Petersburgo en 1910, 800 páginas.
- Tomo XV.- De Pritvits (Притвиц) a Reis (Рейс). Publicado en San Petersburgo en 1910, 560 páginas.
- Tomo XVI.- De Reitern (Рейтерн) a Roltsberg (Рольцберг). Publicado en San Petersburgo en 1913, 436 páginas.
- Tomo XVII.- De Románova (Романова) a Riasovski (Рясовский). Publicado en Petrogrado en 1918, 817 páginas.
- Tomo XVIII.- De Sabanéiev (Сабанеев) a Smyslov (Смыслов). Publicado en San Petersburgo en 1904, 673 páginas.
- Tomo XIX.- De Smelovski (Смеловский) a Suvórina (Суворина). Publicado en San Petersburgo en 1909, 608 páginas.
- Tomo XX.- De Suvórova (Суворова) a Tkachiov (Ткачев). Publicado en San Petersburgo en 1912, 600 páginas.
- Tomo XXI.- De Faber (Фабер) a Tsiavlovski (Цявловский). Publicado en San Petersburgo en 1901, 521 páginas.
- Tomo XXII.- De Chaadáev (Чаадаев) a Shvitkov (Швитков). Publicado en San Petersburgo en 1905, 642 páginas.
- Tomo XXIII.- De Shebánov (Шебанов) a Shiutts (Шютц). Publicado en San Petersburgo en 1911, 557 páginas.
- Tomo XXIV.- De Schápov (Щапов) a Yushnevski (Юшневский). Publicado en San Petersburgo en 1912, 365 páginas.
- Tomo XXV.- De Yablonovski (Яблоновский) a Fomín (Фомин). Publicado en San Petersburgo en 1913, 493 páginas.